# Mamestra approximata
Mamestra approximata là một loài bướm đêm trong họ Noctuidae.